# Bini Adamczak
Bini Adamczak (1979. december 21. –) német író, a kommunizmus és a queerelmélet politikai témák kutatója.

## Élete
A szerzőnő a kétezres években a frankfurti Sinistra! – Radikale Linke csoport tagja volt. 2004-ben jelent meg első könyve, a Kommunismus [Kommunizmus] című gyermekkönyv, amelyben a kapitalizmus, kommunizmus és a gazdasági válság fogalmait elemzi gyermekek számára is érthető stílusban. A könyvet angol, görög, cseh, szerbhorvát, portugál, olasz és spanyol nyelvre is lefordították. 2007-ben jelent meg a Gestern Morgen című esszéje, amelyben az 1917-es októberi forradalomtól kezdte veszi sorra a kommunista forradalmak történetét. 2017-ben jelent meg a Beziehungsweise Revolution című könyve, amelyben az 1917-es októberi forradalom mellett az 1968-as munkás- és diáktüntetésekkel is foglalkozik. Bini Adamczak Berlinben él, tagja a Jour fixe initiative berlin nevű csoportnak.

## Idézet a műveiből
Bini Adamczak munkáit még nem fordították le magyar nyelvre. Egy előadásában Tamás Gáspár Miklós idéz a Beziehungsweise Revolution című könyvből (vélhetőleg saját fordításában).
"A baloldal talán még mindig foglya a rabszolga morálnak Nietzsche értelmében, amennyiben rögzült a túlhatalmi ellenfélre, az ellenállóra, a Gegenüberre, amelyet az alávetett szemszögéből szólít meg. Kritika, ellenállás, fölforgatás (szubverzió), melankólia, dekonstrukció. Ez a baloldal soha nem arra készül, hogy nyerjen. Egzisztencializálja a sikolyt ([John] Holloway), ünnepli az alávetettségből való kimaradást ([Judith] Butler), honorálja a döntést (Sartre), magasra emeli a menekülést (Deleuze, Derrida), dicséri a gyöngeséget (Adorno). Még akkor is vesztesnek képzeli magát, amikor győz. Minden autorizmus ellenére Lenin mindig a gyengébb morális pozíciójában járt el, soha nem az autoritás elégült pozíciójából. Évekig valószínűbbnek tartotta a bolsevik diktatúra bukását, mint a túlélését. Amikor a baloldaliak győznek, ezt árulókként teszik. Átállóként nyernek csak, ha az ellenfél játékát játsszák. Mint győztesek és hatalmasok, nem baloldaliak többé. Ebben van némi következetesség, hiszen balra állni ezt jelenti: a szenvedők oldalán állni, az elnyomottakén, a kizsákmányoltakén. A baloldal csak nehezen győzhet, mert nem rendelkezik a győzelem fogalmaival. Az elnyomás (Marx), a tudat megszállása (Althusser), a szenvedélyes hatalmi rögzöttség (Deleuze, Butler) vagy a hatalommal való cinkosság (Foucault) fogalmait elemzi. Ám a tagadáson túlmutató kérdéseket nem tette föl. Hogy akarunk élni? Mit tennénk, ha szabadok volnánk? Milyen szükségleteket elégítenénk ki miféle munkákkal? Milyen kombinációkból alkotunk világot? A forradalmat mint konstrukciót fölfogni – ez nem gyöngíti az erejét, az uralommal szembeni erőszakos agressziót. A támadás azonban pozitív: harc nem a kapitalizmus ellen, hanem a kommunizmusért."

## Munkái

### Könyvek
- Kommunismus. Kleine Geschichte wie alles anders wird. Unrast, 4., überarbeitete Auflage Münster, 2017 (először: 2004-ben)
  - görögül: kommounismos / κομμουνισμός. Nisos, 2013
  - angolul: Communism for Kids. MIT Press, 2017
  - olaszul: Il comunismo raccontato a un bambino (e non solo). Sonda, 2018
  - spanyolul: Comunismo para todxs: breve historia de cómo, al final, cambiarán las cosas. Ediciones Akal, 2017
  - cseh nyelven: Komunismus (nejen) pro děti: aneb jak vše bude jednou jinak. Neklid 2018. ISBN 978-80-270-3965-4
  - portugálul: Comunismo para Crianças: Um livro para todas as pessoas que desejam um mundo melhor. Três Estrelas, 2018
  - szerbhorvát fordítás: Da li je komunizam priča za malu decu? Fordította: Maja Anastasijević. Kreativni centar, Beograd
- Gestern Morgen. Über die Einsamkeit kommunistischer Gespenster und die Rekonstruktion der Zukunft. 3. Auflage, edition assemblage, Münster 2015, (először 2007-ben)
- Beziehungsweise Revolution. 1917, 1968 und kommende. Suhrkamp, Berlin, 2017
- Der schönste Tag im Leben des Alexander Berkman. Vom womöglichen Gelingen der Russischen Revolution., edition assemblage, Münster, 2017

### Publikációk

#### Német nyelven
- Bini Adamcak: knast knacken? überwachen, strafen & der kapitalismus, copyriot.com/ sinistra, 2001
- Antisemitismus dekonstruieren? Essentialismus und Antiessentialismus in queerer und antinationaler Politik, in: A.G. GENDER-KILLER (Hrsg.): Antisemitismus und Geschlecht. Von „effeminierten Juden“, „maskulinisierten Jüdinnen“ und anderen Geschlechterbildern, Unrast, Münster, 2005
- Bini Adamczak: Theorie der polysexuellen Oekonomie (Grundrisse), copyriot.com/ diskus
- Bini Adamczak und Anna Dost: Willkommen im Club der linken Versager: Zur Geschichte des real-existierenden Scheiterns, in: arranca!, Nr. 40, Juli 2009
- Bini Adamczak: Freundinnen werden Zur Konstruktion neuer Beziehungen diesseits von Abstammung und Markt polar #5: Politik der Freundschaft
- Bini Adamczak: »Das Ende des Endes« In: telegraph Nr. 124 (2012)

#### Angol nyelven
- Bini Adamczak: Gender and the new man: Emancipation and the Russian Revolution?, in Platypus Review, Nr. 62, December–January 2013–14.

## Fordítás
- Ez a szócikk részben vagy egészben  a   Bini Adamczak című német Wikipédia-szócikk ezen változatának fordításán alapul.  Az eredeti cikk szerkesztőit annak laptörténete sorolja fel. Ez a jelzés csupán a megfogalmazás eredetét és a szerzői jogokat jelzi, nem szolgál a cikkben szereplő információk forrásmegjelöléseként.